# Aishuu no Antique
Albums de Mucc
Karma
(2010) Shangri-La
(2012)
Aishuu no Antique (哀愁のアンティーク) est un album du groupe de rock japonais Mucc sorti le 22 août 2012. Il s'agit d'un ré-enregistrement des pistes de leurs deux premiers EP, Antique sorti en 1999 et Aishuu sorti en 2001, ainsi que certaines pistes provenant de leurs démos tapes Aka et Shuuka sorties en 1999.
L'album fut pré-vendu lors d'un concert au Makuhari Messe, le 9 juin 2012, durant la tournée anniversaire des quinze ans de formation du groupe.

## Liste des titres
| No  | Titre                                                    | Durée |
| --- | -------------------------------------------------------- | ----- |
| 1.  | Akai oto (赤い音)                                        | 0:18  |
| 2.  | Aka (アカ)                                               | 5:45  |
| 3.  | Orgel (オルゴォル)                                       | 6:19  |
| 4.  | Tsubasa wo Kudasai (翼を下さい)                          | 4:14  |
| 5.  | Yongatsu no rengesou (4月のレンゲ草, 4 Gatsu no Rengeso) | 4:45  |
| 6.  | Yakeato (焼け跡)                                         | 3:46  |
| 7.  | Hana (花)                                                | 5:16  |
| 8.  | Kyosokyoku ()                                            | 4:24  |
| 9.  | Waltz (ワルツ)                                           | 5:21  |
| 10. | Ayatori (あやとり)                                       | 5:28  |
| 11. | Kokonoka (九日)                                          | 6:14  |
| 12. | Dilemma (ジレンマ)                                       | 4:19  |
| 13. | Robert no Theme (ロバートのテーマ)                       | 3:58  |
| 14. | Kokonoka - Yojohan Ver. - (九日 -四畳半Ver.-)            | 6:16  |
| 15. | Aka (アカ) (Demo ver.)                                   | 5:57  |